# Corent
Corent é uma comuna francesa na região administrativa de Auvérnia-Ródano-Alpes, no departamento Puy-de-Dôme. Estende-se por uma área de 2,68 km². Em 2010 a comuna tinha 775 habitantes (densidade: 289,2 hab./km²).